# Saivodus
Saivodus (лат.) — вымерший род хрящевых рыб отряда ктенакантообразных, обитавших в раннем миссисипие (ранний каменноугольный период). Окаменелости рыбы обнаружены в Ирландии, Шотландии, Англии, Бельгии, Марокко и США. Зубы, относимые к Saivodus, также найдены в пермских отложениях (приуральская (леонардская) эпоха) формации Кайбаб.

## Таксономия
Род Saivodus выделен в 2006 году. Ранее его единственный вид Saivodus striatus включался в неродственный род Cladodus.

## Описание
Saivodus — крупнейший представитель своей группы, достигавший в длину от 4-5 м до, возможно, 6-7 м, судя по отдельным зубам от 3 и более сантиметров длиной. По некоторым оценкам рыба могла достигать в длину даже 8,5 м. Форма зубов подтверждает, что Saivodus поедал мягкотелую живность.